# Serdar Kilic
Serdar Kilic (Charleroi, 20 augustus 1979) is een Belgisch politicus van de PS en Waals Parlementslid.

## Levensloop
Kilic is van Turkse origine. Zijn ouders migreerden in de jaren 1960 naar België.
Na studies aan het Atheneum Jules Destrée in Marcinelle, ging hij politieke wetenschappen studeren aan de ULB. Nadat hij er afstudeerde, werd hij in 2005 parlementair attaché in het Waals Parlement.
In 2003 trad Kilic toe tot de PS en werd lid van de jongerenafdeling van de PS in Charleroi. Ook werd hij ondervoorzitter van JS-afdeling van Mont-sur-Marchienne. In 2006 werd hij tot gemeenteraadslid van Charleroi verkozen.
In 2009 kwam hij op bij de verkiezingen voor het Waals Parlement en het Parlement van de Franse Gemeenschap. Hij werd niet verkozen, maar nadat Philippe Busquin weigerde te zetelen volgde Kilic hem op in de parlementen. Kilic was het eerste Waals Parlementslid dat van Turkse origine was.
In 2012 werd hij schepen van Charleroi onder burgemeester Paul Magnette. Hij besloot toen ontslag te nemen als Waals Parlementslid. Hij werd opgevolgd door Latifa Gahouchi. Kilic bleef schepen tot in 2018, zij het vanaf 2016 titelvoerend.
In 2014 werd Kilic opnieuw Waals Parlementslid als opvolger van Anthony Dufrane. Omdat hij voor zijn mandaat van schepen koos, verliet hij kort nadien het Waals Parlement. Nadat Kilic zich in juni 2016 liet vervangen als schepen van Charleroi, werd hij opnieuw lid van het Waals Parlement. Bij de verkiezingen van mei 2019 raakte hij niet herkozen als parlementslid. Vervolgens werd hij adviseur op het kabinet van de Waalse ministers Pierre-Yves Dermagne en Christophe Collignon.